# Яр Д'яконов
Яр Д'яконов — балка (річка) в Україні у Сумському районі Сумської області. Права притока річки Прикілу (басейн Дніпра).

## Опис
Довжина балки приблизно 6,25 км, найкоротша відстань між витоком і гирлом — 5,22  км, коефіцієнт звивистості річки — 1,20 . Формується декількома струмками та загатами. На деяких участках балка пересихає.

## Розташування
Бере початок на південно-західній стороні від села Проходи. Тече переважно на північний захід і у селі Великий Прикіл впадає у річку Прикіл, праву притоку річки Рибиці.

## Цікаві факти
- У XX столітті на балці існували молочно-тваринна ферма (МТФ) та газова свердловина[2].